# Brooklyn Center (Minnesota)
Pour les articles homonymes, voir Brooklyn Center.
Brooklyn Center est une ville des États-Unis dans l'État du Minnesota, elle est située à la limite nord-ouest de Minneapolis, dans le comté de Hennepin. Elle était peuplée de 30 104 habitants lors du recensement de 2010.